# Vyšný Komárnik
Vyšný Komárnik es un municipio del distrito de Svidník en la región de Prešov, Eslovaquia, con una población estimada a final del año 2024 de 64 habitantes.
Se encuentra ubicado en el centro-norte de la región, cerca del río Ondava (cuenca hidrográfica del río Tisza) y de la frontera con  Polonia.

## Demografía
| Año        | 1994 | 2004    | 2014    | 2024    |
| ---------- | ---- | ------- | ------- | ------- |
| Población  | 74   | 76      | 71      | 64      |
| Diferencia |      | +2,70 % | −6,57 % | −9,85 % |

| Año        | 2023 | 2024    |
| ---------- | ---- | ------- |
| Población  | 68   | 64      |
| Diferencia |      | −5,88 % |